# Prasinocyma mistifimbria
Prasinocyma mistifimbria är en fjärilsart som beskrevs av Louis Beethoven Prout 1912. Prasinocyma mistifimbria ingår i släktet Prasinocyma och familjen mätare. Inga underarter finns listade i Catalogue of Life.